# 加利福尼亚州州徽

加利福尼亞州的州徽

美國加利福尼亞州的州徽在1849年的州憲法被制定，其後有小修改。
州徽主體是罗马神話中象徵智慧和勇敢的女神弥涅耳瓦（对应于希臘神話的雅典娜），女神腳邊的是加州野生灰熊，州旗的主角也是牠。灰熊是獨立和力量的象徵。
州徽上的灰熊飼養在葡萄園裡，象徵加州葡萄酒工業。灰熊旁邊的麥穗，代表農業。旁邊的礦工代表加州金礦和其它礦產資源，航行帆船代表加州與外界的貿易，河流則是沙加緬度河，遠處的綿延山脈則是內華達山脈。
州徽上註明有「Eureka」，意思是「我發現了它」。這來自希臘語，代表加州發現金礦的歷史。加州還有一個城市也叫Eureka（尤里卡），該市使用加州的州徽作為市徽，這是美國唯一把州徽作為市徽的城市。外围有“The Great Seal of the state of California”（中文为“加利福尼亚州大印”）字样，而且也是各州州徽的必备元素。